# You’ve Really Got a Hold on Me
«You’ve Really Got a Hold on Me» (с англ. — «Ты мной завладела») — известная песня группы The Miracles, занявшая в 1962 году лидирующие позиции в нескольких американских чартах. Песня многократно перепевалась многими исполнителями; в 1998 году была удостоена награды Grammy Hall of Fame, а также включена в список 500 Songs that Shaped Rock and Roll, составленный Залом славы рок-н-ролла.

## Оригинальная версия The Miracles
Песня была написана Смоки Робинсоном, он же исполняет основную вокальную партию. Песня стала значительным хитом группы The Miracles, достигнув восьмой позиции в чарте Billboard Hot 100 и первой позиции в чарте R&B singles chart (зимой 1962-63 годов). В 1998 году песня получила награду Grammy Hall of Fame и стала вторым синглом группы (после «Shop Around»), распроданным в количестве больше миллиона копий. Через три месяца после выхода сингла песня вышла также на альбоме The Fabulous Miracles.
Песня использовалась в саундтреках ко многим фильмам, в частности:
- Nothing But a Man (1964)
- T.A.M.I. Show (1964)
- More American Graffiti (1979)
- «Русалки» (1990)
- Breaking the Rules (1992)
- «Стриптиз» (1996)
- «The Hairy Bird» (1998)
- «Нация пришельцев» (1988)
- «Друзья» (2000)
- «Привет, Джули!» (2010)

В записи участвовали:
- Смоки Робинсон — основной вокал
- Клодетт Роджерс Робинсон (Claudette Rogers Robinson) — подголоски
- Пит Мур (Pete Moore) — подголоски
- Рональд Уайт (Ronnie White) — подголоски
- Бобби Роджерс (Bobby Rogers) — подголоски
- Марв Тарплин (Marv Tarplin) — гитара
- Группа The Funk Brothers — музыкальное сопровождение

Позиции в чартах:
| Чарт (1962/1963)             | Высшая позиция |
| ---------------------------- | -------------- |
| U.S. Billboard Hot 100       | 8              |
| U.S. Billboard Hot R&B Sides | 1              |

## Версия «Битлз»
Данная песня находилась в концертном репертуаре «Битлз» с начала 1963 года и стала первой записью, сделанной группой для своего второго альбома (при этом у песни было несколько изменено название — у «Битлз» оно звучит как «You Really Got a Hold on Me»).
Запись песни состоялась 18 июля 1963 года в студии «Эбби роуд», в общей сложности было записано семь дублей, четыре из которых были полными. Осенью 1963 года, когда компания EMI оснастилась первым четырёхдорожечным звукозаписывающим оборудовнием, по настоянию Леннона песня была перезаписана, однако группа решила, что новая версия не особо превосходит старую, поэтому вторая версия песни не была выпущена.
Группа также записывала эту песню четыре раза для радио BBC. Одна из этих версий, записанная 30 июля 1963 года, была включена в подборку Live at the BBC. Живое исполнение песни, записанное в Стокгольме в октябре 1963 года, было выпущено в 1995 году в альбоме Anthology 1. В 1969 году песня была снова исполнена во время сессий, посвящённых подготовке альбома Let It Be; эта версия вошла в одноимённый документальный фильм.
В записи участвовали:
- Джон Леннон — вокал, ритм-гитара
- Джордж Харрисон — соло-гитара, подголоски
- Пол Маккартни — бас-гитара, подголоски
- Ринго Старр — ударные
- Джордж Мартин — фортепиано

## Другие кавер-версии песни
- Группа The Supremes записала свою кавер-версию песни, которая вошла в альбом A Bit of Liverpool.
- Группа The Temptations записала кавер-версию песни, которая вошла в альбом The Temptations Sing Smokey (песня была спродюсирована Смоки Робинсоном).
- Кантри-музыкант Мики Джилли записал свою кавер-версию в 1984 году. Его версия достигла второй позиции в чарте Hot Country Songs и первой позиции в канадском чарте Country Tracks журнала RPM.
- Песня исполнялась такими исполнителями как Перси Следж, Грег Лейк, Фил Коллинз, дуэт Грегга Оллмана и Шер, Синди Лопер, Бобби Макферрин, дуэт She & Him, Род Стюарт.
- Песню исполняли также группы The Jackson 5 (и сольный Майкл Джексон), Mike & the Mechanics, The Zombies, The Small Faces.

## Упоминания песни
В одном из выпусков передачи «Улица Сезам» (январь 1988) есть эпизод, где Смоки Робинсон, исполняя эту песню, обнимается с огромной буквой U, а затем она преследует его.